# Grzegorz Gapiński
Grzegorz Mieczysław Gapiński (ur. 14 grudnia 1930, zm. 25 września 2014 w Zielonej Górze) – polski prawnik i menedżer, w latach 1993–1997 członek Trybunału Stanu.

## Życiorys
Syn Mieczysława i Stanisławy. Ukończył studia prawnicze, uzyskał uprawnienia radcy prawnego. Przez wiele lat pracował w zielonogórskim oddziale PZU, zajmował stanowisko jego prezesa. Zasiadał także w radach nadzorczych i organach innych spółek, m.in. budowlanych. Od 1993 do 1997 był członkiem Trybunału Stanu V kadencji.
Zmarł po długiej chorobie. Pochowano go 30 września 2014 na cmentarzu komunalnym w Zielonej Górze.